# Меттью Макфедьєн
Де́від Ме́ттью Макфе́дьєн (англ. David Matthew Macfadyen, нар. 17 жовтня 1974, Грейт-Ярмут, Англія, Велика Британія) — британський актор театру та кіно. Став відомим широкій аудиторії завдяки ролі містера Дарсі у фільмі «Гордість і упередження». Також відомий різними ролями у таких фільмах як «Смерть на похороні», «Фрост проти Ніксона», «Анна Кареніна» та «Операція „М'ясний Фарш“».
Лавреат премії «Еммі» в номінації «Найкращий актор другого плану в драматичному телесеріалі» (2022) та премії «БАФТА» за найкращу чоловічу роль другого плану (2010 і 2022).

## Життя та кар'єра

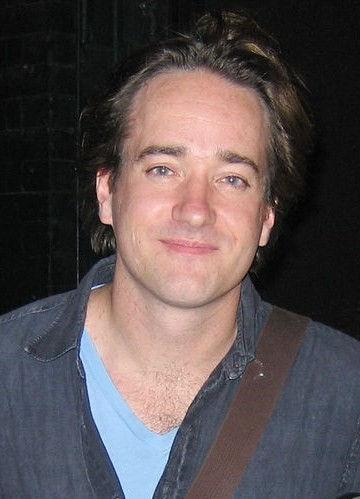
Макфедьєн у 2007 році

Меттью Макфедьєн народився у приморському містечку Грейт-Ярмут, що розташоване у англійському графстві Норфолк. Його мати Мейнір Макфедьєн (уроджена Оуен) — вчителька драми та колишня актриса, батько Мартін Макфедьєн — інженер-нафтовик. Його бабуся і дідусь по батьківській лінії були шотландцями, а бабуся і дідусь по материнській лінії були валлійцями. Через особливості роботи батька дитячі роки майбутнього актора минули в багатьох місцях, зокрема в Джакарті, Індонезія.
Акторську освіту здобував з 1992 по 1995 роки у Королівській академії драматичного мистецтва (RADA), вже під час якої брав участь у виставах і досить швидко набув популярності як театральний актор.
У 2005 році він зіграв принца Гела у виставі «Генріх IV, частина перша і друга» в Королівському національному театрі.
Телевізійний дебют актора стався, коли він зіграв роль Гертона Ерншоу в екранізації роману «Буремний перевал», що транслювалася на телеканалі ITV у 1998 році, після чого він стабільно продовжує кар'єру на телебаченні та в кіно.
У 2005 виконав роль містера Дарсі в черговій екранізації роману Джейн Остін «Гордість та упередження».
У 2007 році він з'явився в драмі «Таємне життя» на телеканалі Channel 4, в якій йдеться про педофілію. За цю роль Макфедьєн отримав нагороду на премії Королівського телевізійного товариства і був номінований на премію "BAFTA".
У червні 2010 року Макфедьєн отримав телевізійну премію Британської академії телебачення та кіномистецтва (BAFTA) за найкращу чоловічу роль другого плану за свою роботу в серіалі «Кримінальне судочинство».
Зараз він грає роль Тома Вамбсганса в серіалі від HBO «Спадщина», за яку він отримав дві номінації на премію «Еммі», а у 2022 році отримав премію «Еммі» за найкращу чоловічу роль другого плану в драматичному серіалі.

### Особисте життя
У 2002 році Макфадьєн почав зустрічатися з Кілі Хоус, партнеркою по фільму «Привиди». Вони одружилися в листопаді 2004 року. У пари народилося двоє дітей. Макфадьєн також став вітчимом сина Хоуз від її попереднього шлюбу.
Подружжя є покровителями театру Lace Market у Ноттінгемі.

## Фільмографія

### Фільми
| Рік  | Оригінальна назва                     | Назва українською                          | Роль                    | Примітки             |
| ---- | ------------------------------------- | ------------------------------------------ | ----------------------- | -------------------- |
| 2000 | Maybe Baby                            | Можливо, Крихітка                          | Найджел                 |                      |
| 2001 | Enigma                                | Енігма                                     | Лейтенант Печера        |                      |
| 2002 | The Project                           | Проект                                     | Пол Тіббенхем           |                      |
| 2003 | The Reckoning                         | День розплати                              | Королівське правосуддя  |                      |
| 2004 | In My Father's Den                    | В будинку мого батька                      | Пол Прайор              |                      |
| 2005 | Pride & Prejudice                     | Гордість і упередження                     | Містер Дарсі            |                      |
| 2007 | Grindhouse                            | Грайндхаус                                 | Жертва виколювання очей | Сегмент: «Не треба»  |
| 2007 | Death at a Funeral                    | Смерть на похороні                         | Деніел Хоуеллс          |                      |
| 2008 | Incendiary                            | Запальна                                   | Теренс Батчер           |                      |
| 2008 | Frost/Nixon                           | Фрост проти Ніксона                        | Джон Берт               |                      |
| 2010 | Robin Hood                            | Робін Гуд                                  | Шериф Ноттінгема        |                      |
| 2011 | The Three Musketeers                  | Мушкетери                                  | Атос                    |                      |
| 2012 | Anna Karenina                         | Анна Кареніна                              | Облонський              |                      |
| 2014 | Lost in Karastan                      | Загублений у Карастані                     | Еміль Форестер          |                      |
| 2015 | The von Trapp Family: A Life of Music | Сім'я фон Трапп: життя музики              | Георг фон Трапп         |                      |
| 2016 | Revolution: New Art for a New World   | Революція: нове мистецтво для нового світу | Володимир Ленін (голос) | Документальний фільм |
| 2017 | The Current War                       | Війна струмів                              | Дж. П. Морган           |                      |
| 2018 | The Nutcracker and the Four Realms    | Лускунчик і чотири королівства             | Бенджамін Штальбаум     |                      |
| 2019 | The Assistant                         | Асистент                                   | Вілкок                  |                      |
| 2021 | Operation Mincemeat                   | Операція «М'ясний фарш»                    | Чарльз Чолмондели       |                      |
| 2024 | Deadpool & Wolverine                  | Дедпул і Росомаха                          | Парадокс                |                      |
| 2025 | Holland, Michigan                     | Голланд                                    | Фред Вандерґрут         |                      |

### Театр
| Рік  | Назва                         | Роль               | Драматург              | Місце проведення                            | Джерела |
| ---- | ----------------------------- | ------------------ | ---------------------- | ------------------------------------------- | ------- |
| 1994 | Багряний острів               | Димогацький        | Михайло Булгаков       | Королівська академія драматичного мистецтва | [ 13 ]  |
| 1994 | Смерть Лорки                  | Рафаель/Інтелект   | Бен Бенісон            | Королівська академія драматичного мистецтва | [ 14 ]  |
| 1994 | Удавана непостійність         | Шевальє            | Маріво                 | Королівська академія драматичного мистецтва | [ 15 ]  |
| 1994 | Опера жебрака                 | Мачіт              | Джон Гей               | Королівська академія драматичного мистецтва | [ 16 ]  |
| 1995 | Пролітаючи над гніздом зозулі | Шеф Бромден        | Дейл Вассерман         | Королівська академія драматичного мистецтва | [ 17 ]  |
| 1995 | Розпусник                     | Джон Вілмот        | Стівен Джефріс         | Королівська академія драматичного мистецтва | [ 18 ]  |
| 1995 | Мій смішний Валентин          | Сольний виконавець | Н/Д                    | Королівська академія драматичного мистецтва | [ 18 ]  |
| 1995 | Герцогиня Мальфійська         | Антоніо Болонья    | Джон Вебстер           | Cheek by Jowl                               |         |
| 1996 | Сон в літню ніч               | Деметрій           | Шекспір                | Королівська Шекспірівська компанія          |         |
| 1998 | Багато галасу даремно         | Бенедік            | Шекспір                | Cheek by Jowl                               |         |
| 1998 | Школа скандалу                | Поверхня Чарльза   | Річард Брінслі Шерідан | Королівська Шекспірівська компанія          | [ 19 ]  |
| 1999 | Королівська битва             | Містер Брогем      | Нік Стаффорд           | Королівський національний театр             | [ 20 ]  |
| 2005 | Генріх IV                     | Принц Хел          | Шекспір                | Королівський національний театр             | [ 21 ]  |
| 2006 | Повне затемнення              | Поль Верлен        | Крістофер Гемптон      | читання в Royal Court Theatre               | [ 22 ]  |
| 2007 | Біль і свербіж                | Клей               | Брюс Норріс            | Театр «Королівський двір»                   | [ 23 ]  |
| 2010 | Приватні життя                | Еліот Чейз         | Ноель Коуард           | Театр «Водевіль».                           | [ 24 ]  |
| 2013 | Ідеальна дурниця              | Дживс              | Девід і Роберт Гудейл  | Театр герцога Йоркського                    |         |

## Нагороди та номінації
| Рік  | Нагорода                                  | Категорія                                            | Номінована робота       | Результат | Джерела |
| ---- | ----------------------------------------- | ---------------------------------------------------- | ----------------------- | --------- | ------- |
| 2005 | Премія британського незалежного кіно      | Кращий актор                                         | В будинку мого батька   | Номінація | [ 25 ]  |
| 2006 | Премія Лондонського гуртка кінокритиків   | Кращий акторський дебют                              | Гордість і упередження  | Номінація | [ 25 ]  |
| 2008 | Премія Гільдії кіноакторів                | Кращий ансамбль у фільмі                             | Фрост проти Ніксона     | Номінація | [ 25 ]  |
| 2008 | Телевізійні нагороди Британської академії | Кращий актор                                         | Таємне життя            | Номінація | [ 25 ]  |
| 2010 | Телевізійні нагороди Британської академії | Найкраща чоловіча роль другого плану                 | Кримінальне судочинство | Перемога  | [ 25 ]  |
| 2019 | Вибір телевізійних критиків               | Кращий актор другого плану в драматичному серіалі    | Спадщина                | Номінація | [ 25 ]  |
| 2020 | Прайм-тайм премія «Еммі»                  | Найкращий актор другого плану в драматичному серіалі | Спадщина                | Номінація | [ 25 ]  |
| 2022 | Вибір телевізійних критиків               | Кращий актор другого плану в драматичному серіалі    | Спадщина                | Номінація | [ 25 ]  |
| 2022 | Премія Гільдії кіноакторів                | Найкращий акторський склад у драматичному серіалі    | Спадщина                | Перемога  | [ 25 ]  |
| 2022 | Телевізійні нагороди Британської академії | Найкращий актор другого плану                        | Спадщина                | Перемога  | [ 26 ]  |
| 2022 | Прайм-тайм премія «Еммі»                  | Найкращий актор другого плану в драматичному серіалі | Спадщина                | Перемога  | [ 27 ]  |